# Donetsk
Pour les articles homonymes, voir Donetsk (homonymie).
Ne doit pas être confondu avec Donets.
Donetsk (en ukrainien : Донецьк /dɔˈnɛt͡sʲk/, en russe : Донецк /dɐˈnʲet͡sk/), anciennement nommée Alexandrovka, Iouzovka et Stalino, est une ville industrielle de la zone géographique ukrainienne homonyme.
Elle appartient de jure à l'Ukraine, dont elle est la première ville industrielle et le premier centre économique et « capitale » officieuse de la région du Donbass. Chef-lieu de l'oblast de Donetsk, en 2017 elle comptait 918 536 habitants et son agglomération 1 623 194 habitants.
En 2014, les sécessionnistes de la république populaire de Donetsk, proclamée le 7 avril, la choisissent comme capitale.

## Géographie
Donetsk est située dans la région houillère du Donbass, dans l'est de l'Ukraine et à 594 km au sud-est de Kiev. Elle est arrosée par le fleuve Kalmious.

## Histoire

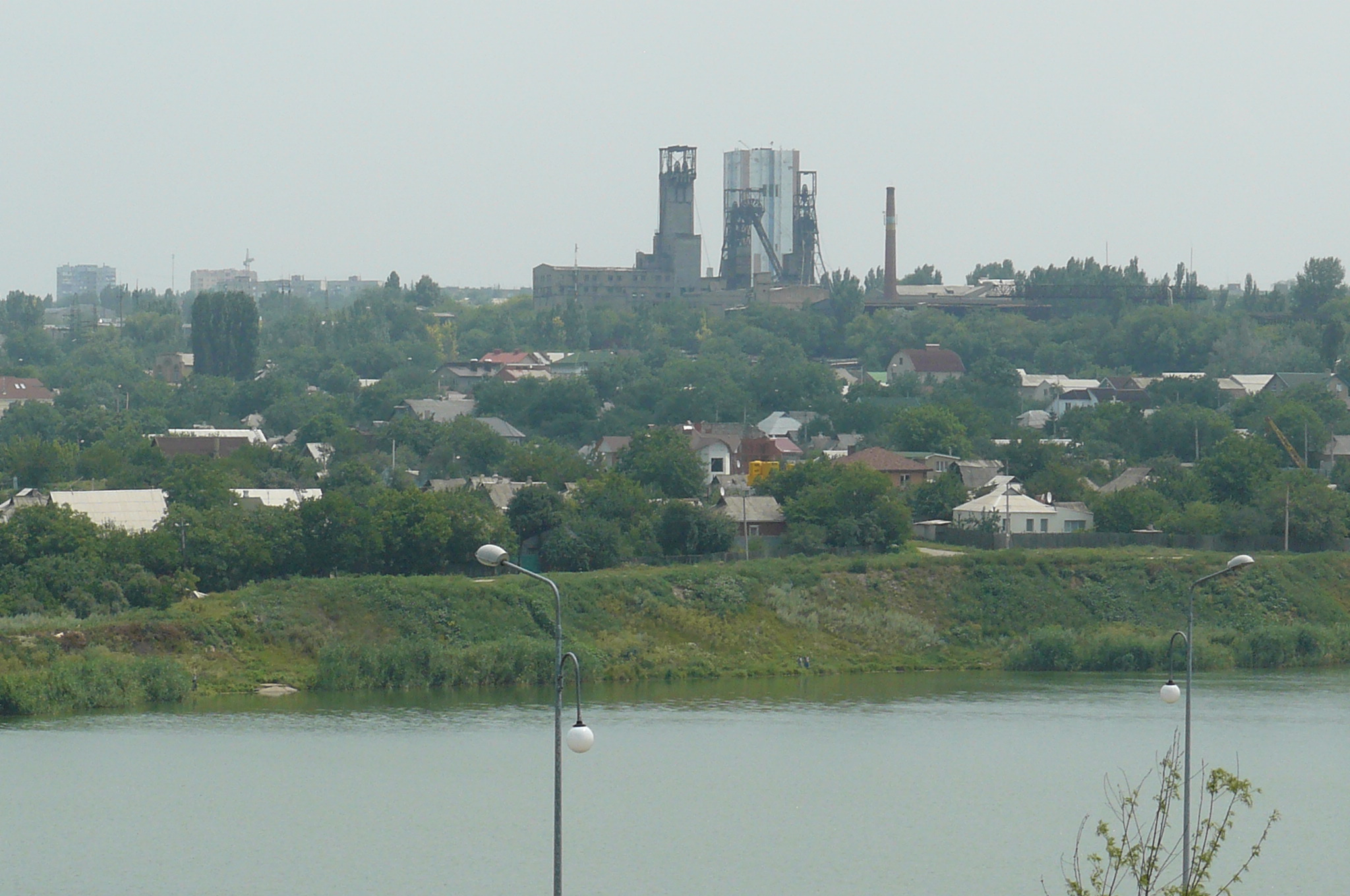
Les industries lourdes de Donetsk.

### Les origines
Au XVIIe siècle, le territoire appartient aux Cosaques du Don et Cosaques zaporogues.
Les premières mines de charbon sont découvertes en 1820. L'histoire de la ville commence en 1869, lorsqu'un immense centre métallurgique est fondé par un homme d'affaires gallois, John James Hughes, qui reçoit la concession de l'exploitation de mines de charbon autour d'un des villages cosaques. Celui-ci prend le nom de Iouzovka (Iouz étant la transposition phonétique de Hughes). Iouzovka est divisée en deux parties : Zavodskaïa (de l'usine) et Novy Svet (Nouveau Monde). La partie centrale de la ville se construit en direction du nord à partir de l'usine, jusqu'à la gare de chemin de fer. En 1889, une usine métallurgique et une usine de fonte (usine Bosse et usine Hennefeld) se construisent au sud, ainsi que des ateliers de réparation et de matériel de forage (aujourd'hui usine Routtchenski).

### Le début duXXesiècle
En 1916, des usines de transformation du coke se construisent et en 1917, la première usine de transformation de l'azote de l'Empire russe est construite (aujourd'hui usine des réactifs chimiques de Donetsk).
La ville se construit rapidement au XXe siècle avec de nouvelles usines. Iouzovka reçoit le statut de ville en 1917 et devient en 1932 le chef-lieu administratif de l'oblast de Donetsk. En 1924, elle prend le nom de Stalino, en l'honneur du « camarade Staline » sur décision du petit præsidium du comité exécutif central panukrainien du 22 avril de cette même année. En 1961, elle reçoit son nom actuel au cours de la déstalinisation des toponymes.

### La Seconde Guerre mondiale
Pendant la Grande Guerre patriotique (nom du Front de l'Est de la Seconde Guerre mondiale), malgré la formation d'unités de défense devant l'invasion de la Wehrmacht, les évacuations des usines vers l'est commencent au début d'octobre 1941. Les troupes allemandes et italiennes envahissent la ville le 20 octobre 1941. Elle est entièrement occupée à quinze heures ainsi que Makeïevka. Les Allemands renomment la ville en Jusowka, c'est-à-dire la graphie allemande de Iouzovka, qui est comprise dans la zone de guerre. Ils rebaptisent également les rues à référence communiste. Elle comprend à l'époque 400 000 habitants. Les Allemands nomment un maire collaborationniste, Petouchkov, et font paraître un journal en russe Le Messager de Donetsk (Донецкий вестник). Ils font remettre en exploitation quelques mines de charbon. Un ghetto est construit pour y enfermer près de cinq mille Juifs ; il est liquidé le 30 avril 1942. Un camp de concentration, près de l'ancien palais de la Culture des Métallurgistes, est construit pour y enfermer 25 000 prisonniers de guerre soviétiques. La plupart sont enterrés à côté. Un monument aux Victimes est construit à son emplacement en 1965. L'état-major du Groupe d'armées Don commandé par Erich von Manstein s'y trouve en janvier et février 1943. Les combats pour la libération de la ville commencent le 7 septembre 1943 et elle est libérée le lendemain, notamment par des divisions de tanks. Avant la guerre, la ville comprenait 500 000 habitants, il n'en reste plus que 175 000 en septembre 1943, la plupart ayant soit fui, soit été tués. Plusieurs habitants de la région ayant participé aux combats reçoivent le titre de Héros de l'Union soviétique. À partir du printemps 1945, les usines retournent à Stalino.

### Entre l'Ukraine et la Russie
La ville dépasse le million d'habitants en 1991, lors de l'éclatement de l'URSS et de l'indépendance ukrainienne. En 2004, elle est le théâtre de manifestations contre la révolution orange menée à Kiev.
Pendant les émeutes de 2014, des manifestations s'intensifient à partir du début de mars 2014 contre le gouvernement central par intérim de Kiev. Les bâtiments publics sont occupés par des groupes armés masqués. Le 11 mai 2014, un « référendum populaire » institue la « république populaire de Donetsk » qui est aussitôt rejetée par le pouvoir central de Kiev et ses alliés occidentaux, tandis que la fédération de Russie s'abstient d'en reconnaître le caractère légal, se contentant d'enregistrer le fait. Le lendemain, ses dirigeants demandent le rattachement à la Russie, qui refuse d'intégrer une république qu'elle ne reconnaît pas. Le 17 mai 2014, le procureur général d'Ukraine inscrit la « république populaire » sur la liste des « organisations terroristes », marquant ainsi le refus du pouvoir central de Kiev de discuter avec les insurgés de l'est du pays.
Dans la nuit du 12 au 13 juin 2014, une bombe fait exploser la voiture de Denis Pouchiline (qui ne s'y trouve pas), chef d'État de la république populaire de Donetsk provoquant la mort de deux de ses assistants. C'est le deuxième attentat à son encontre. Il se réfugie à Moscou et démissionne le 20 juillet après l'attaque contre le vol MH17. Le siège de Donetsk débute le 10 juillet par les forces régulières ukrainiennes. Un concert-meeting a lieu le 13 juillet sur la place principale de la ville, la place Lénine, en mémoire du 250e anniversaire de la Nouvelle Russie. D'après l'historien Nikolaï Mitrokhine, il rassemble environ 30 000 personnes, soit une fraction minoritaire de la population de la ville.  
Le métro de Donetsk est en construction depuis 1992 ; sa mise en service (initialement prévue pour 2002) a été repoussée à de nombreuses reprises en raison de problèmes financiers et d'une grève des salariés. Depuis 2011, la construction est arrêtée pour manque de financement, et n'a ensuite pas pu reprendre en raison de la guerre du Donbass.
La Fédération de Russie annexe la ville et sa région le 30 septembre 2022, dans le contexte de la guerre russo-ukrainienne.

Carte de Iouzovka et de ses alentours au début du XXe siècle.
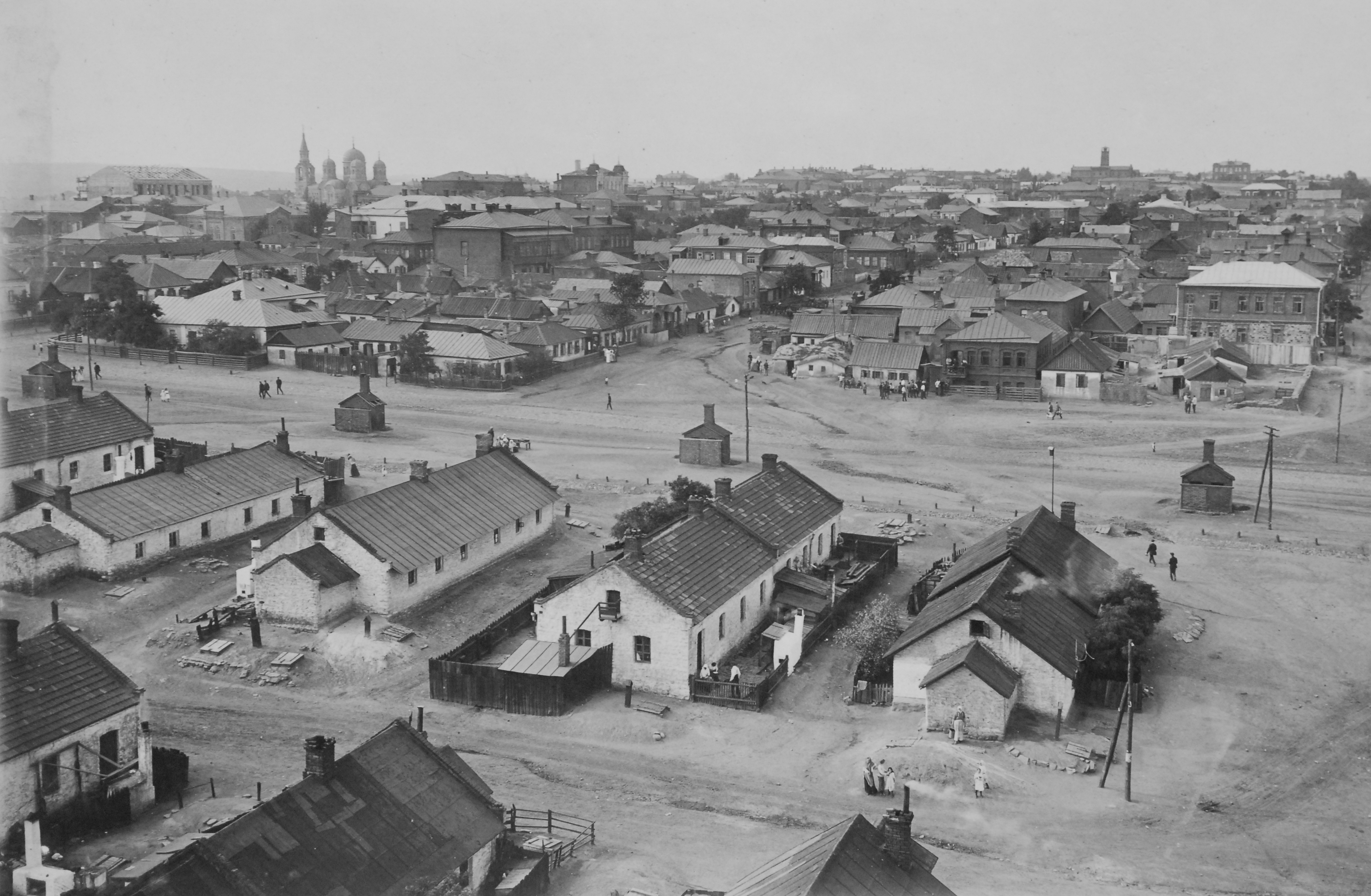
Iouzovka en 1912.
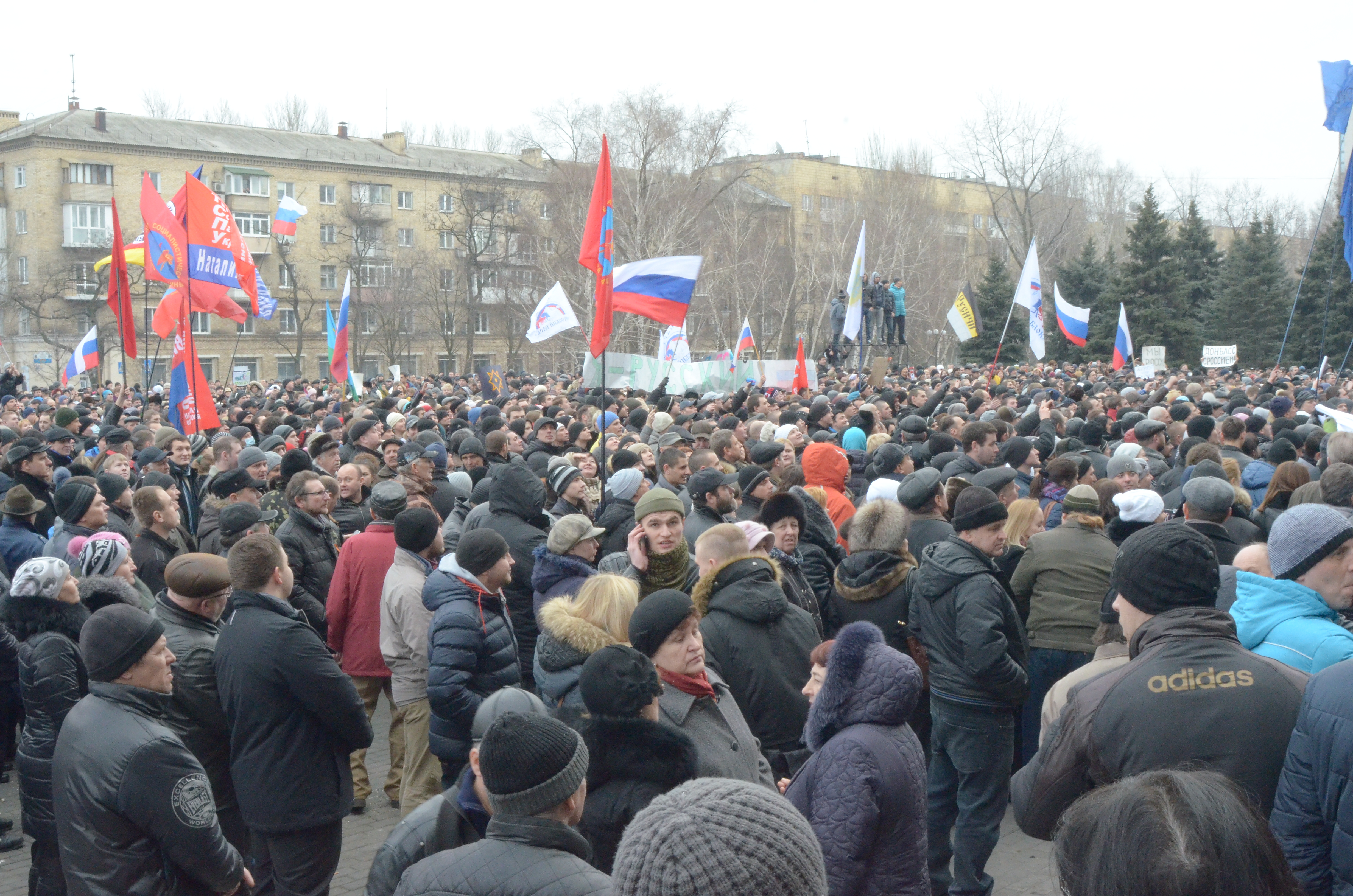
Manifestation du 3 mars 2014 contre l'Euromaïdan.
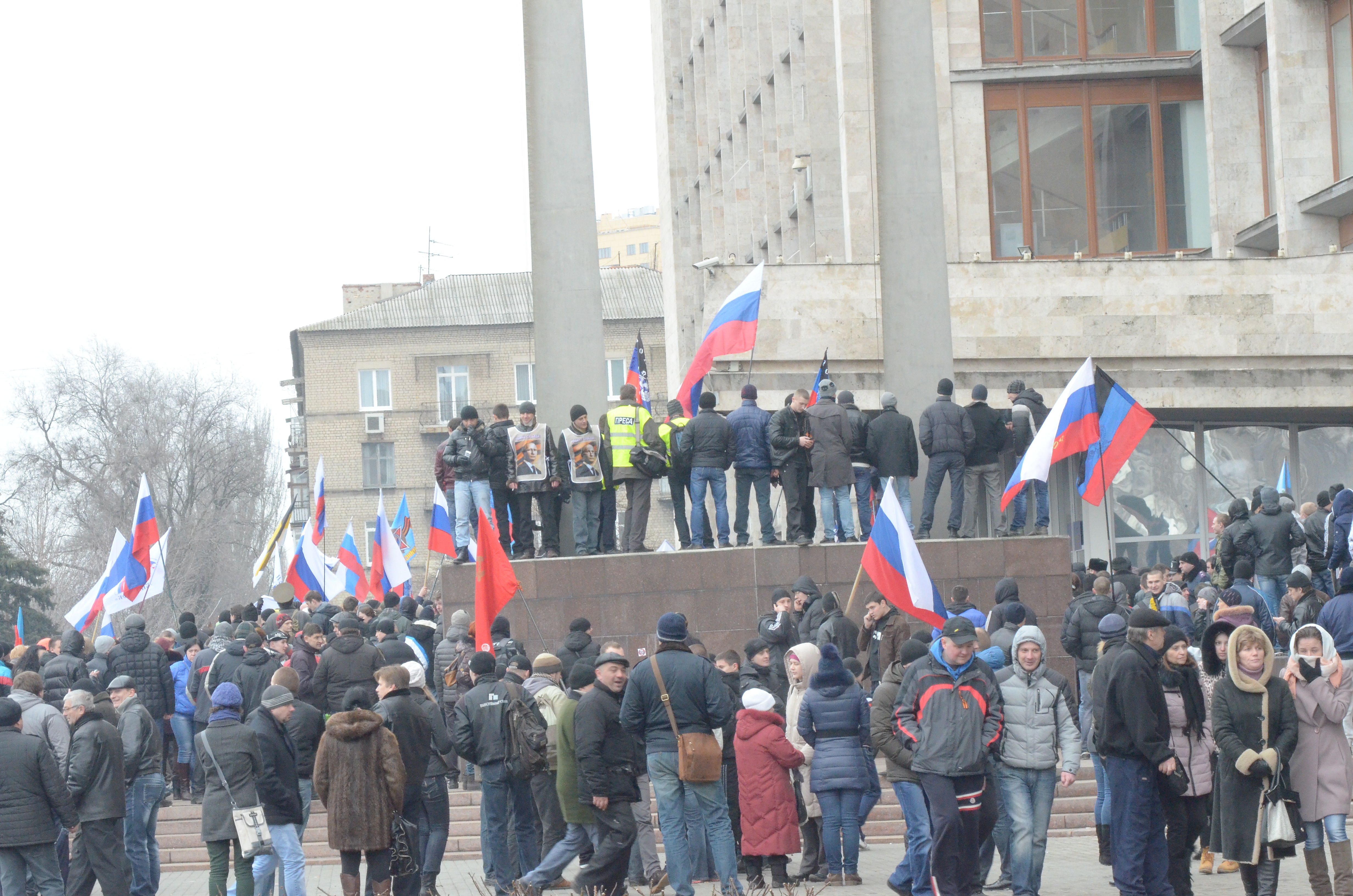
Vue des bâtiments de l'administration locale le 3 mars 2014.

## Population

### Démographie
Recensements (*) ou estimations de la population :
| 1897*  | 1923*  | 1926*   | 1939*   | 1959*   | 1970*   |
| ------ | ------ | ------- | ------- | ------- | ------- |
| 28 100 | 32 023 | 105 739 | 466 268 | 704 821 | 878 590 |

| 1979*     | 1989*     | 2001*     | 2011    | 2012    | 2013    |
| --------- | --------- | --------- | ------- | ------- | ------- |
| 1 020 799 | 1 109 102 | 1 016 094 | 962 049 | 955 041 | 953 217 |

En 2012, avec 8 783 naissances (contre 8 342 en 2011), le taux de natalité de la ville est de 9,2 ‰ (contre 8,7 ‰ en 2011). Il est le plus faible de toutes les capitales administratives d'Ukraine, par ailleurs son déclin démographique est l'un des plus importants des zones urbaines de l'ex-URSS. Néanmoins le taux de mortalité a faiblement baissé, chutant à 13,6 ‰ en 2012 avec 13 042 décès au cours de l'année contre 13 165 décès en 2011 pour un taux de 13,8 ‰.

### Structure par âge
0-14 ans: 11,6 %  (57 041 hommes pour 53 496 femmes)
15-64 ans: 72,0 %  (316 136 hommes pour 376 366 femmes)
65 ans et plus: 16,4 %  (52 280 hommes 105 327 femmes)

### Composition ethnique
Répartition ethnique de la population de la ville de Donetsk : 48,15 % de Russes ; 46,65 % d'Ukrainiens ; 1,15 % de Biélorusses ; 0,99 % de Grecs ; 0,50 % de Juifs ; 0,49 % de Tatars ; 0,40 % d'Arméniens ; 0,20 % d'Azéris ; 0,20 % de Géorgiens ; les autres minorités 1,27 %.
Tandis que les habitants du nord et de l'ouest de l'Ukraine parlent en majorité l'ukrainien, dans cette région, le russe domine comme langue d'usage, comme pour la majorité des habitants du Donbass quelle que soit l'origine ethnique.

### Agglomération
L'agglomération de Donetsk comptait 1 623 194 habitants au début de 2014.
Donetsk est le siège de l'éparchie de Donetsk et Marioupol dépendant de l'Église orthodoxe d'Ukraine, affiliée canoniquement au patriarcat de Moscou. Sa cathédrale est la cathédrale de la Transfiguration du Sauveur de Donetsk.

## Climat
| Mois                                        | jan.       | fév.       | mars      | avril      | mai       | juin     | jui.      | août      | sep.      | oct.      | nov.       | déc.       | année      |
| ------------------------------------------- | ---------- | ---------- | --------- | ---------- | --------- | -------- | --------- | --------- | --------- | --------- | ---------- | ---------- | ---------- |
| Température minimale moyenne (°C)           | −6,7       | −7         | −2,1      | 4,6        | 9,9       | 13,8     | 15,9      | 15        | 10        | 4,5       | −1,1       | −5,4       | 4,3        |
| Température moyenne (°C)                    | −4,1       | −4,1       | 1,3       | 9,4        | 15,4      | 19,3     | 21,6      | 20,8      | 15,1      | 8,5       | 1,6        | −2,9       | 8,5        |
| Température maximale moyenne (°C)           | −1,3       | −0,9       | 5,3       | 14,5       | 20,8      | 24,8     | 27,3      | 26,9      | 20,7      | 13,1      | 4,7        | −0,3       | 13         |
| Record de froid (°C) date du record         | −32,2 1950 | −31,1 1954 | −21 1985  | −10,6 2004 | −2,4 1986 | 2,1 2003 | 6 2006    | 2,2 1970  | −6 1977   | −10 1977  | −22,2 1953 | −28,5 1997 | −32,2 1950 |
| Record de chaleur (°C) date du record       | 12,2 1971  | 16 1990    | 21,3 1983 | 31 1975    | 34,6 2007 | 38 1975  | 37,8 1951 | 39,1 2010 | 33,9 1954 | 32,7 1999 | 20,5 2002  | 15 1961    | 39,1 2010  |
| Précipitations (mm)                         | 37         | 32         | 34        | 38         | 46        | 65       | 51        | 37        | 36        | 37        | 38         | 41         | 492        |
| dont neige (cm)                             | 6          | 11         | 6         | 0          | 0         | 0        | 0         | 0         | 0         | 0         | 1          | 4          | 28         |
| Record de pluie en 24 h (mm) date du record | 40 1957    | 28 1964    | 53 1976   | 33 1961    | 40 1994   | 67 1988  | 60 2005   | 84 1973   | 45 1963   | 47 1950   | 40 1960    | 27 1976    | 84 1973    |
| Nombre de jours avec précipitations         | 11         | 8          | 10        | 13         | 13        | 14       | 11        | 8         | 11        | 11        | 13         | 11         | 134        |
| Humidité relative (%)                       | 87         | 84         | 77        | 66         | 62        | 66       | 64        | 60        | 67        | 76        | 86         | 88         | 74         |
| Nombre de jours avec neige                  | 17         | 17         | 10        | 2          | 0         | 0        | 0         | 0         | 0         | 2         | 8          | 16         | 72         |
| Nombre de jours d'orage                     | 0          | 0          | 0,2       | 1          | 4         | 9        | 8         | 4         | 3         | 1         | 0,1        | 0,1        | 30         |
| Nombre de jours avec brouillard             | 15         | 13         | 9         | 4          | 2         | 2        | 2         | 2         | 4         | 7         | 14         | 16         | 90         |

| Diagramme climatique                                  |          |           |           |           |            |            |          |          |           |           |            |
| J                                                     | F        | M         | A         | M         | J          | J          | A        | S        | O         | N         | D          |
| −1,3−6,737                                            | −0,9−732 | 5,3−2,134 | 14,54,638 | 20,89,946 | 24,813,865 | 27,315,951 | 26,91537 | 20,71036 | 13,14,537 | 4,7−1,138 | −0,3−5,441 |
| Moyennes : • Temp. maxi et mini °C • Précipitation mm |          |           |           |           |            |            |          |          |           |           |            |

## Économie

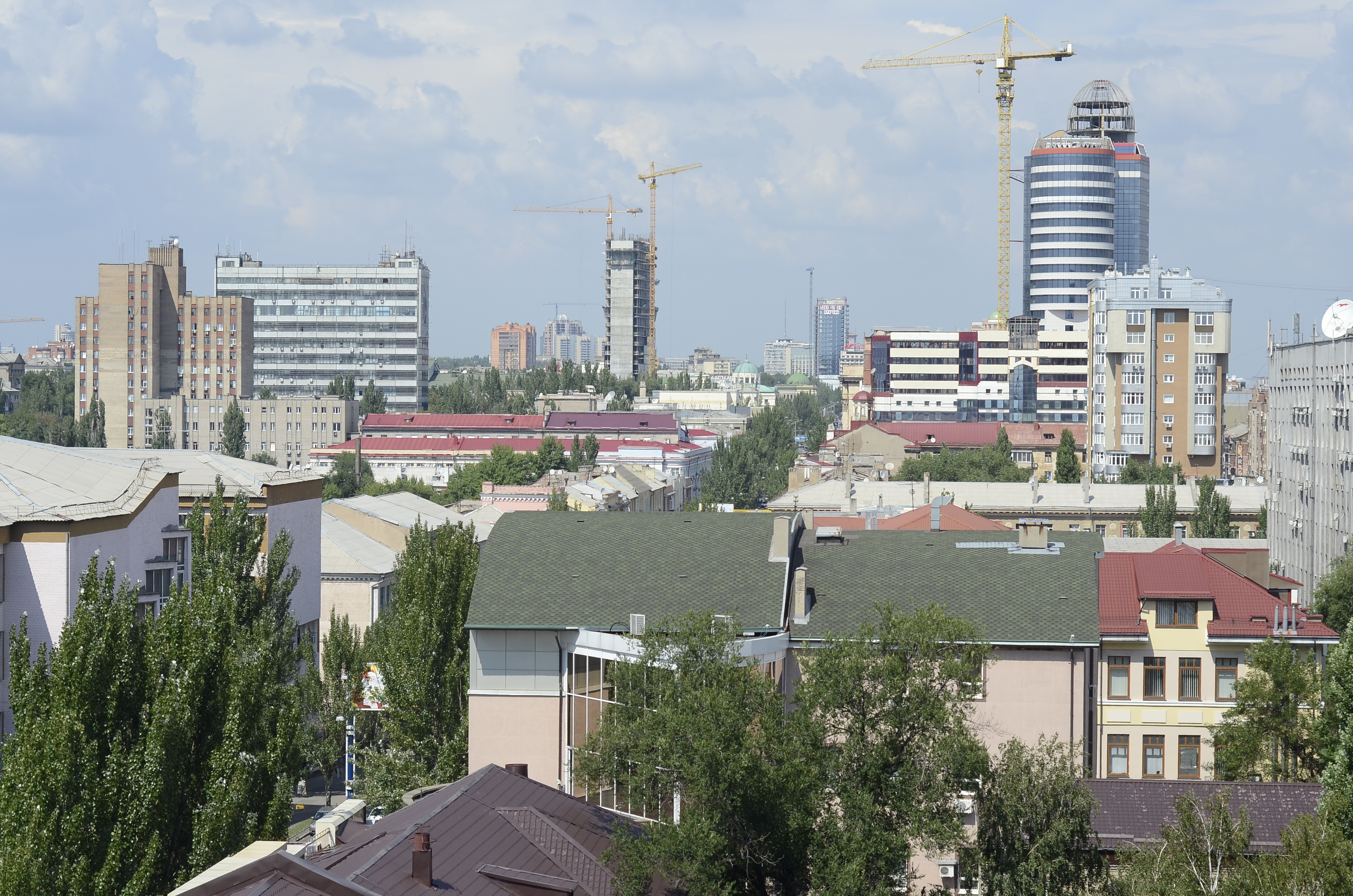
Vue à partir du Green Plaza.

Donetsk est la capitale économique de l'oblast du même nom et la deuxième ville en ce qui concerne l'industrie lourde de la région qui emploie cent-vingt mille personnes, derrière Marioupol. C'est la première ville pour ce qui est de la croissance économique et financière et la ville qui accueille le plus d'investissements, comme en témoigne ces dernières années la construction de gratte-ciels à usage de bureaux qui ont totalement modifié la silhouette de Donetsk. La ville comprend un total de 5 gratte-ciel dont le plus haut est le Northern Business Center (110 m de hauteur) et le plus ancien est la King's Tower achevée en 2009.
Avec Makiivka, qui est à la sortie de Donetsk, Donetsk est la première agglomération industrielle d'Ukraine et son poumon économique.
La production industrielle se partage en secteurs électro-énergétique, gaz et hydro-énergie (31,9 %), métallurgie (23,1 %), industrie alimentaire (16,2 %), mines et charbon (10,5 %).
La ville abrite de nombreuses banques d'affaires et d'investissement.
Depuis la proclamation de la république populaire de Donetsk, des dizaines d'entreprises possédées par des oligarques ont été nationalisées. En outre, les magasins ont été réquisitionnés afin de proposer à la population des prix accessibles. Les petites et moyennes entreprises doivent désormais s'enregistrer auprès des autorités séparatistes pour payer leurs impôts à la république populaire et non plus à l’État ukrainien. Depuis octobre 2014, une Banque centrale républicaine est en fonctionnement pour faire face à la contrebande de devises.

## Sports

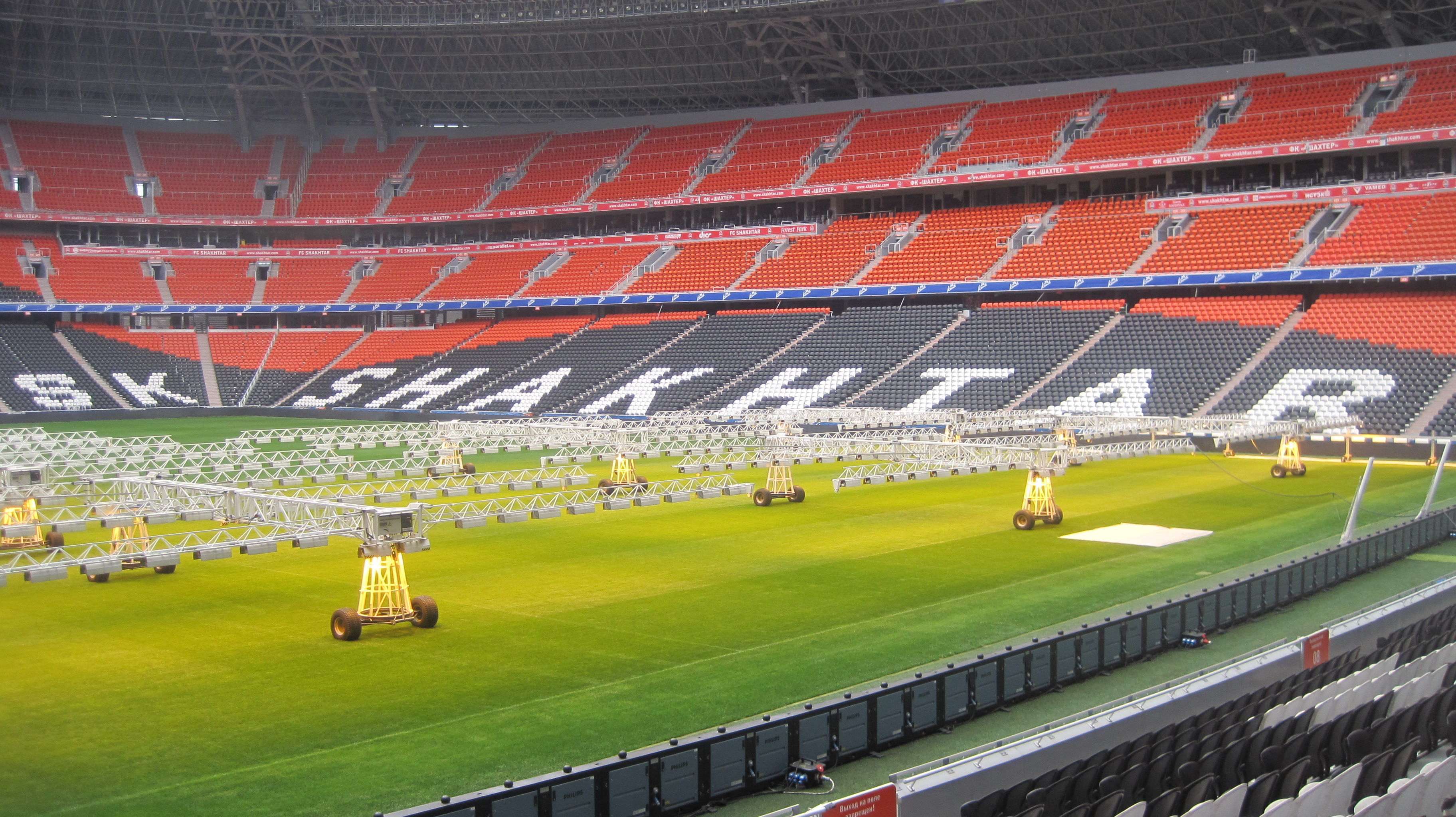
La Donbass Arena, stade du Chakhtar.

Le 15 février 2014, Renaud Lavillenie a battu à Donetsk le record du monde de saut à la perche de Sergueï Bubka. Record que ce dernier avait établi presque 21 ans avant jour pour jour dans cette même ville.
Le Metalurg Donetsk, le Chakhtar Donetsk, qui a remporté la Coupe UEFA en 2009, et l'Olimpik Donetsk sont les clubs de la ville engagés en championnat d'Ukraine de football.
La ville a été choisie comme ville hôte à l'occasion de la Coupe d'Europe de Football (Euro 2012) en raison de l'équipement que constitue le centre du club du Chakhtar Donetsk qui se situe à l'extérieur de la ville ; et la Donbass Arena, stade récent classé 5 étoiles par l'UEFA.
Le club de hockey sur glace du Donbass Donetsk évolue en KHL, la Ligue continentale de hockey, depuis la saison 2012-2013. C'est également ce club et sa patinoire, le palais des sports Droujba, qui ont été choisis pour accueillir la super-finale de la Coupe continentale en 2013.

## Transport
L'aéroport international de Donetsk dessert la ville. Construit en 2012, il est entièrement anéanti par les combats de l'hiver 2014-2015 et par les première et seconde batailles de l'aéroport de Donetsk. La gare de Donetsk est située dans la ville.

## Monuments
- Monument aux morts de la Seconde Guerre mondiale
- Cathédrale de la Transfiguration du Sauveur (uk)
- Statue de Fiodor Sergueïev
- Statue de Sergueï Bubka
- Statue de John Hughes
- Statue de Lénine (place Lénine)
- Statue du Mineur

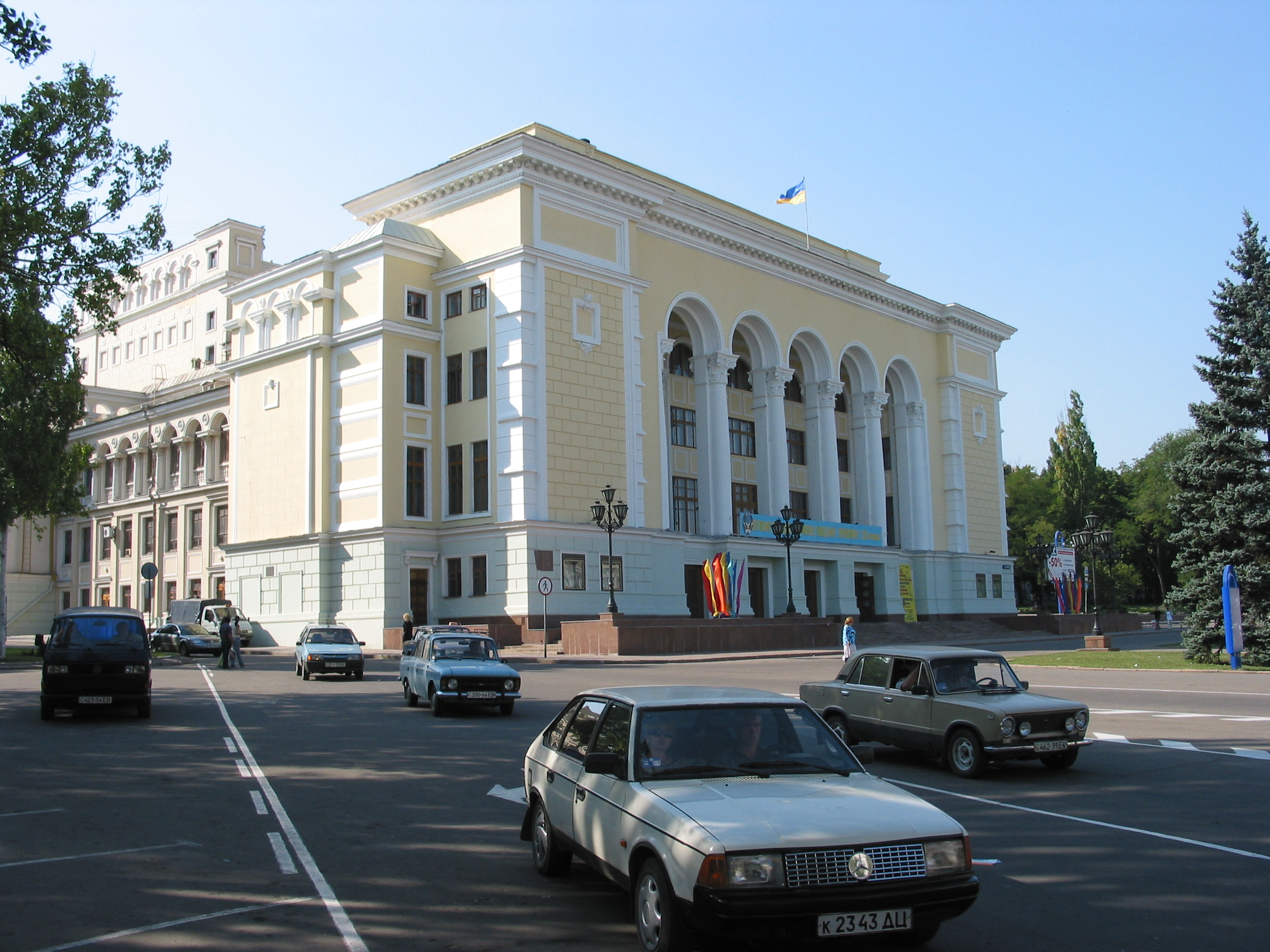
Opéra de Donetsk.
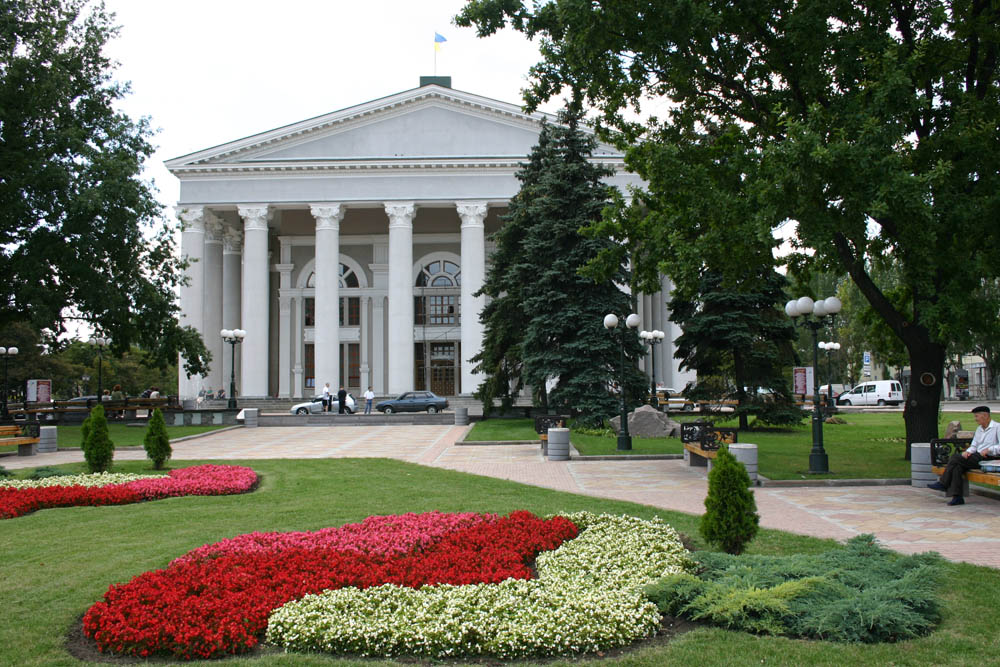
Théâtre dramatique et musical de Donetsk, place Lénine.
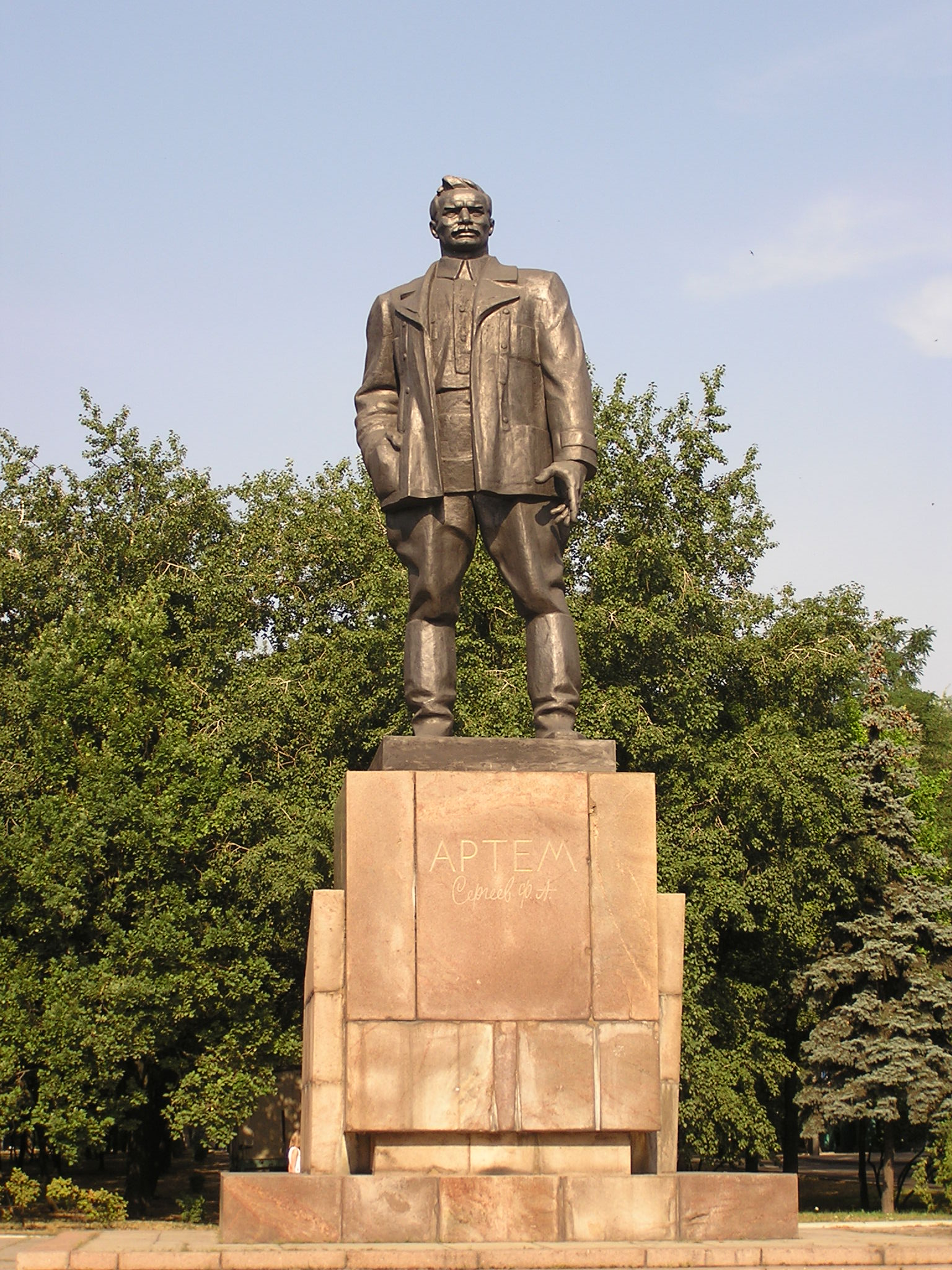
Statue de Fiodor Sergueïev.
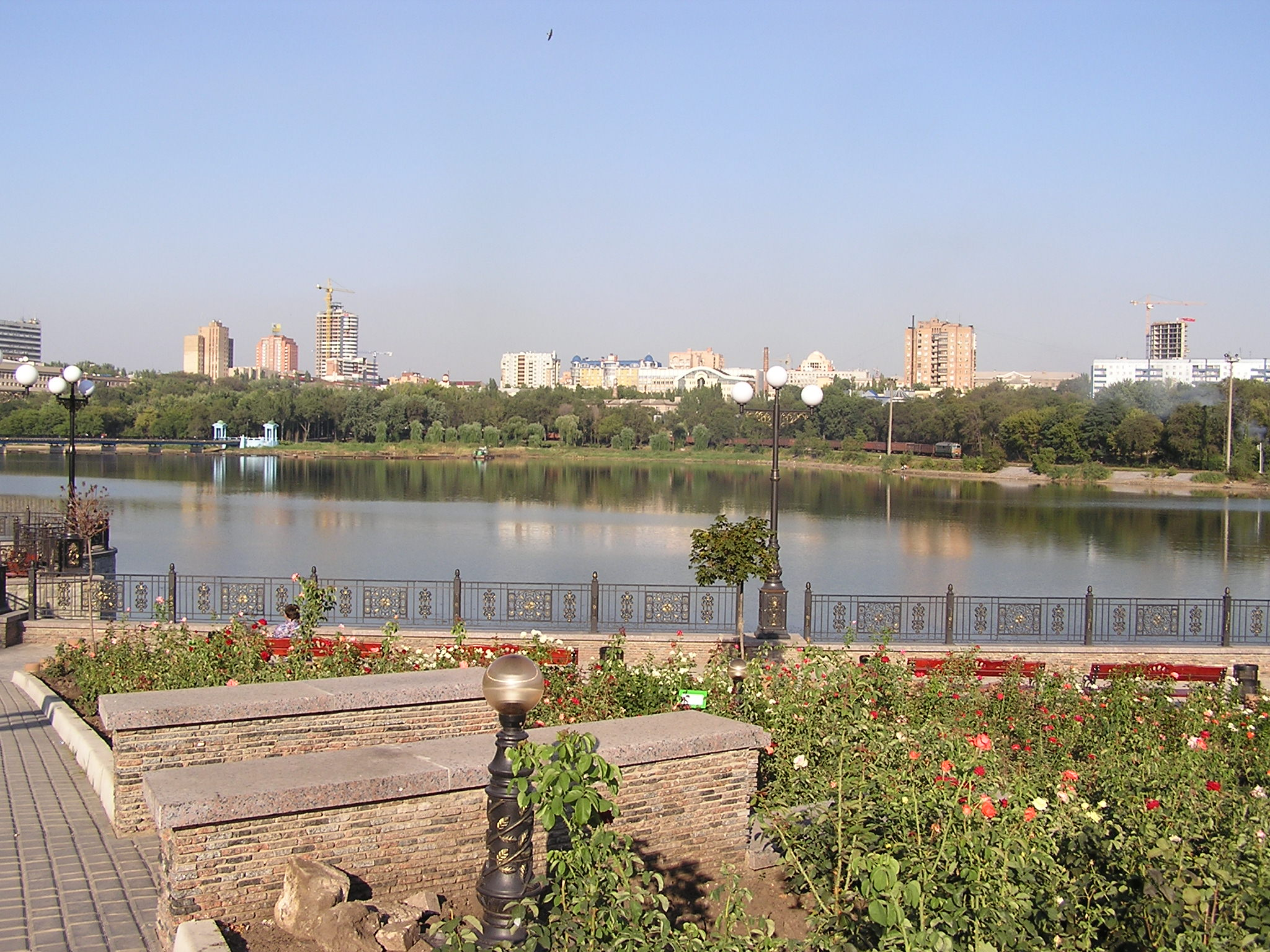
Vue du parc Chtcherbakov (en).

## Culture
- Opéra de Donetsk,

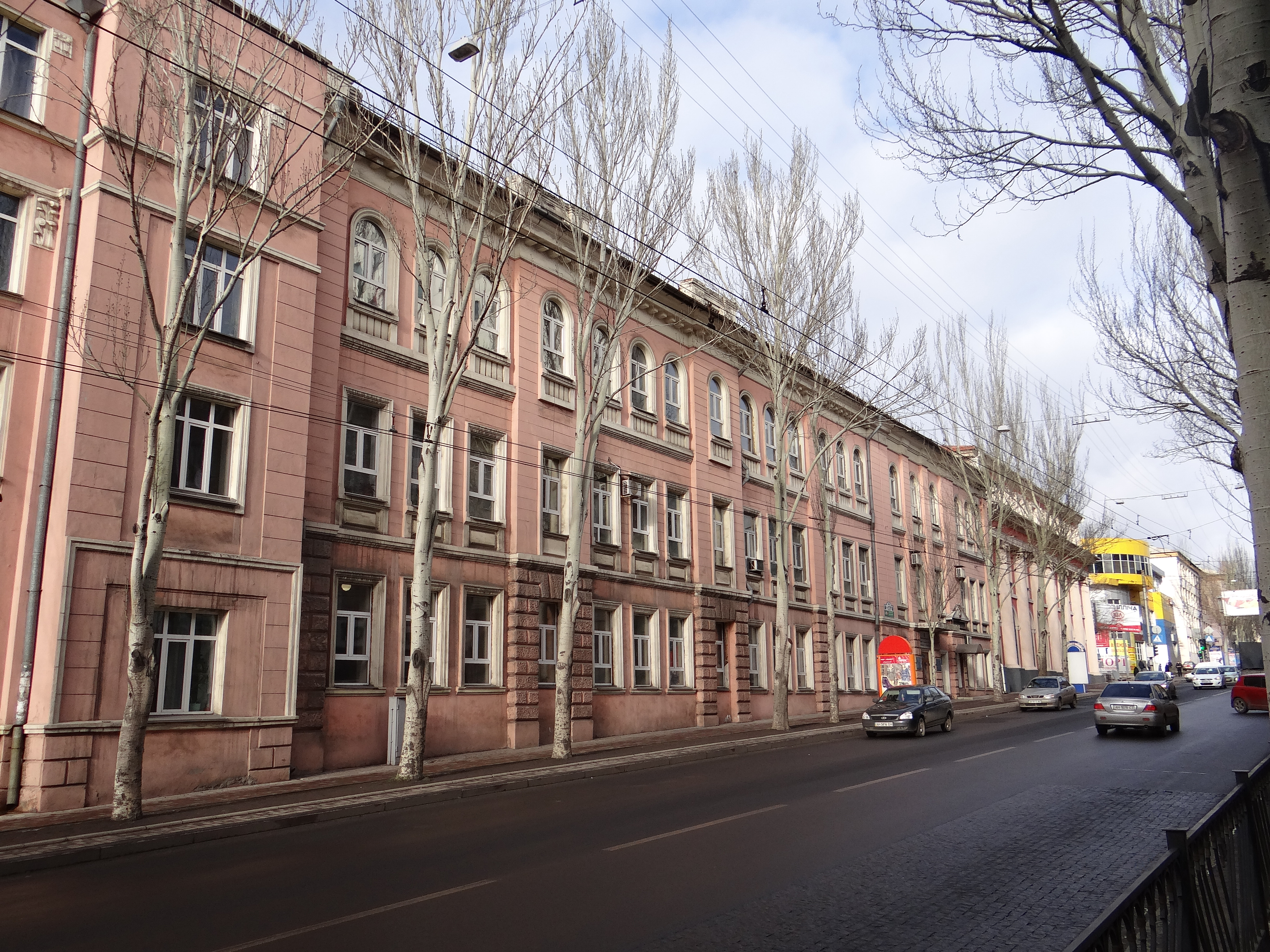
Le conservatoire classé.

- Philharmonie régionale de Donetsk,
- Théâtre dramatique et musical de Donetsk,
- Musée ferroviaire de Donetsk.
- Musée d’ethnographie de la région de Donetsk.

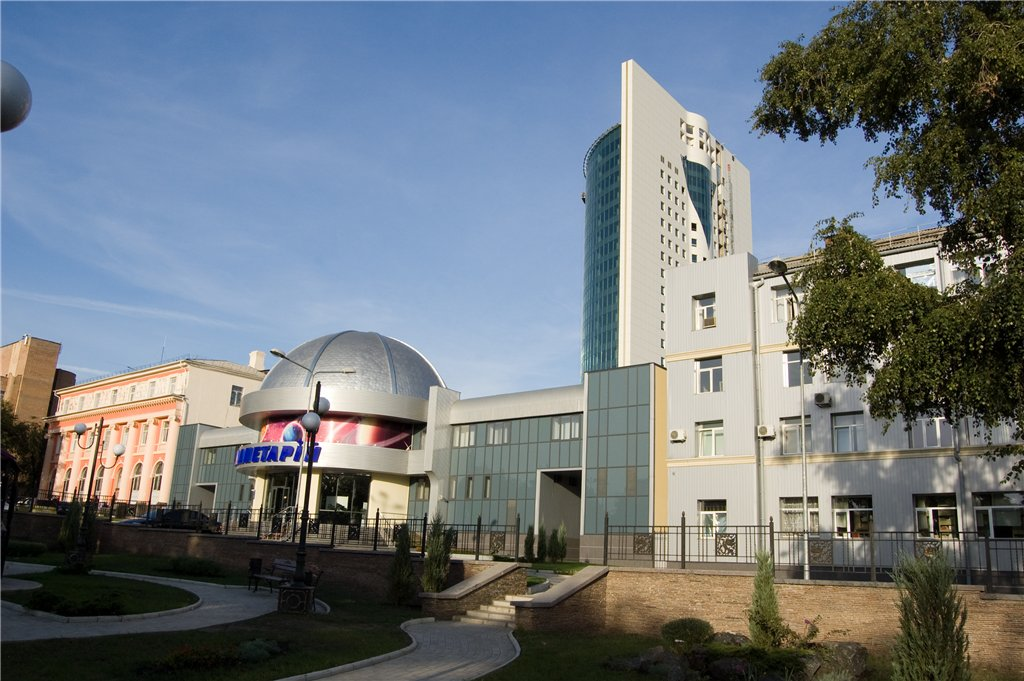
Le planétarium.

## Enseignement
- Université nationale de Donetsk (fondée en 1937).
- Université médicale nationale de Donetsk.
- Université technologique nationale de Donetsk.

## Tourisme
- Hôtel Donbass Palace

## Jumelages
La ville de Donetsk est jumelée avec les villes suivantes :
| Ville | Ville             | Pays | Pays        | Période                    |
| ----- | ----------------- | ---- | ----------- | -------------------------- |
|       | Batoumi,          |      | Géorgie     | depuis le 25 août 2013     |
|       | Bochum,           |      | Allemagne   | depuis 1987                |
|       | Charleroi         |      | Belgique    |                            |
|       | Homiel            |      | Biélorussie | depuis le 4 avril 2003     |
|       | Katowice          |      | Pologne     |                            |
|       | Koursk            |      | Russie      | depuis 2008                |
|       | Koutaïssi         |      | Géorgie     |                            |
|       | Moscou            |      | Russie      |                            |
|       | Narva             |      | Estonie     |                            |
|       | Ostrava           |      | Tchéquie    |                            |
|       | Oulan-Oudé        |      | Russie      | depuis 2011                |
|       | Pittsburgh        |      | États-Unis  |                            |
|       | Plovdiv           |      | Bulgarie    |                            |
|       | Rostov-sur-le-Don |      | Russie      |                            |
|       | Sheffield         |      | Royaume-Uni |                            |
|       | Simferopol        |      | Ukraine     | depuis 2017                |
|       | Tarente           |      | Italie      |                            |
|       | Trondheim         |      | Norvège     |                            |
|       | Vilnius,          |      | Lituanie    | depuis le 26 novembre 1996 |

Il existe des rues dénommées Donetsk dans trois villes en Russie : à Nijni Novgorod, Lipetsk, et Omsk, et six en Ukraine : à Kiev, Makiïvka, Altchevsk, Pavlograd, Kropyvnytskyï et Dnipro. Il existe également en Russie une ville qui s'appelle Donetsk.

## Personnalités
Sont nés à Donetsk

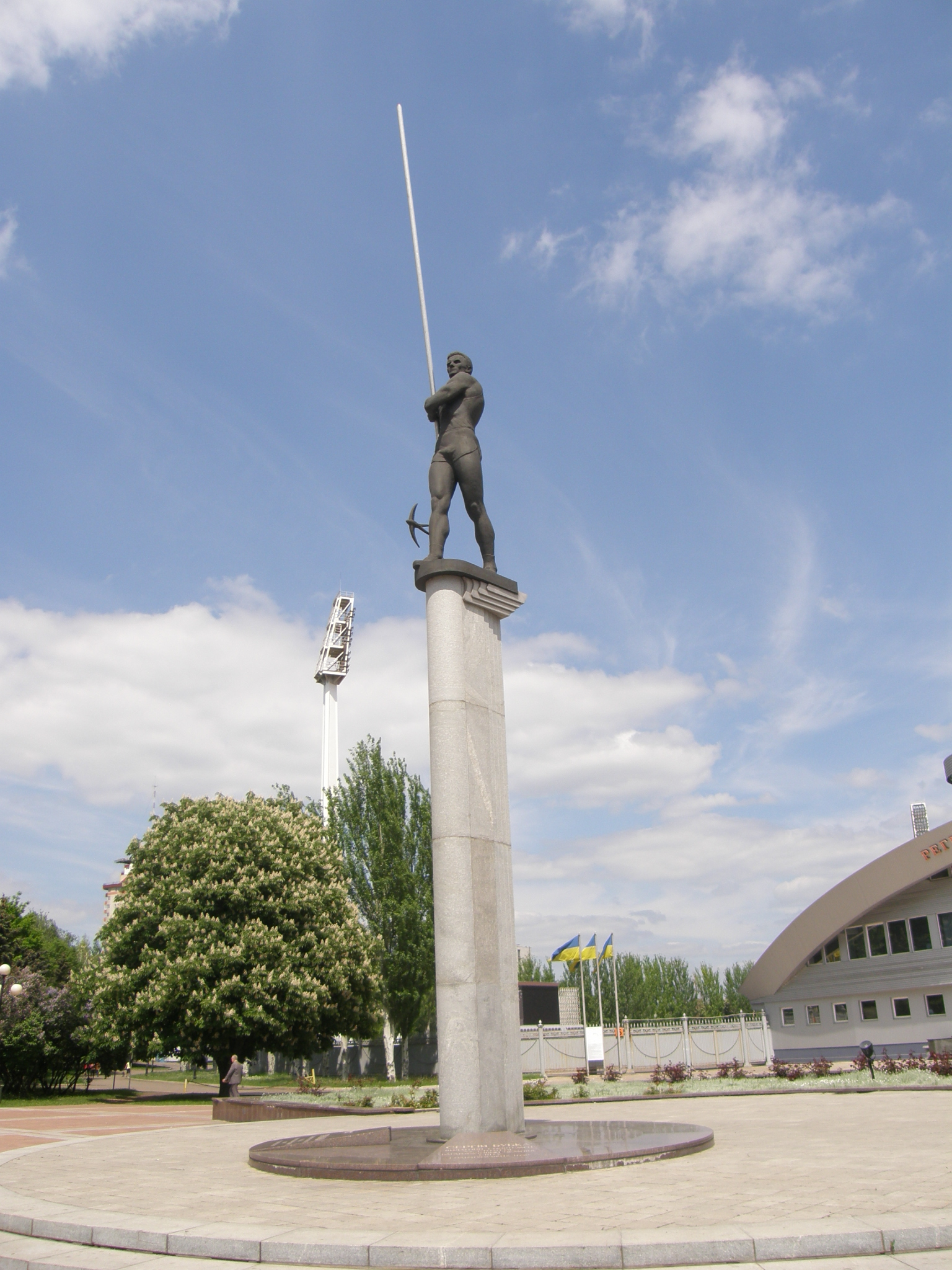
Statue de Sergueï Boubka.

- Anastasia Bitsenko (1875-1938), révolutionnaire soviétique.
- Evgueni Khaldeï (1917–1997), photojournaliste soviétique.
- Nina Sergueieva (1921–1994), artiste peintre.
- Natalia Chaptala (1959–), juge à la Cour constitutionnelle de l'Ukraine.
- Rinat Akhmetov (1966–), homme d'affaires, homme politique et homme le plus riche d'Ukraine.
- Alexandre Revva (1974–), humoriste, acteur et chanteur russe.
- Alekseï Koulemzine (1974–), actuel maire de la ville.
- Olga Lomonossova (1978–), artiste, actrice et danseuse.
- Lilia Podkopayeva (1978–), gymnaste ukrainienne, double championne olympique.
- Denis Stoff (1992–), chanteur du groupe Asking Alexandria.

A vécu à Donetsk
- Sergueï Boubka (1963–), perchiste et ancien recordman du monde de saut à la perche (6,15 m).